# Rosemary Murphy
Rosemary Murphy (Munique, 13 de janeiro de 1925 – Nova Iorque, 5 de julho de 2014) foi uma atriz americana de teatro, cinema e televisão. Ela foi indicada a dois prêmios Tony Award pelo seu trabalho no teatro, além de dois Emmy Award pelo seu trabalho na televisão. Venceu uma das indicações pela sua performance em Eleanor and Franklin (1976).

## Biografia
Murphy nasceu em Munique em 1925, filha dos americanos Mildred e Robert Daniel Murphy. Seu pai era diplomata. A família deixou a Alemanha em 1939 devido ao início da Segunda Guerra Mundial.
Ela estudou no Manhattanville College e estudou atuação na Universidade Católica da América, em Washington, D.C.. Em Nova Iorque, estudou na Neighborhood Playhouse School of the Theatre e na Actors Studio com Sanford Meisner antes de iniciar sua carreira no teatro.

### Palco
Murphy estreou nos palcos na Alemanha, em uma produção de 1949 da peça Peer Gynt. Ela fez sua estreia na Broadway em 1950 em The Tower Beyond Tragedy. Murphy apareceu em mais quinze produções da Broadway. A sua última peça foi Waiting in the Wings, de Noël Coward, em 1999.

### Cinema e televisão

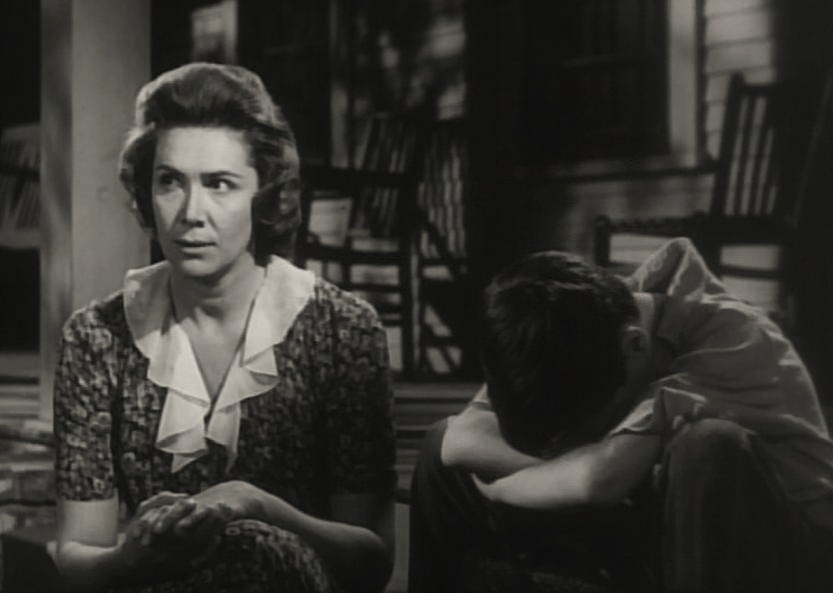
Rosemary Murphy com o ator mirim Phillip Alford em To Kill a Mockingbird (1962)

Murphy também atuou no cinema e na televisão. Seu papel mais notável foi o de Sara Roosevelt, mãe do ex-presidente americano Franklin D. Roosevelt na minissérie Eleanor and Franklin (1976) e Eleanor and Franklin: The White House Years (1977). Ela interpretou Maudie Atkinson em To Kill a Mockingbird (1962), além de Callie Hacker em Walking Tall (1973). No ano seguinte, 1974, Murphy apareceu no telefilme A Case of Rape, no papel de uma advogada. Seu primeiro papel em uma soap opera foi o de Nola Hollister em The Secret Storm entre 1969 e 1970. Em 1977, ela apareceu em All My Children como Maureen Teller Dalton. Em 1988, ela interpretou Loretta Fowler por vários meses em Another World. No ano seguinte, Murphy apareceu em As the World Turns como Gretel Aldin. Ela também apareceu em episódios de Columbo e Murder, She Wrote.

### Prêmios
Murphy ganhou um Emmy Award pela sua performance em Eleanor and Franklin. Ela também venceu um Clarence Derwent Award e um Outer Critics Circle Award e foi indicada ao Tony Awards duas vezes.

## Morte
Rosemary Murphy morreu em 5 de julho de 2014 em Manhattan, devido a um câncer de esôfago. Ela nunca se casou.

## Filmografia
- Das Ruf (1947) - Mary
- That Night! (1957)
- The Young Doctors (1961)
- To Kill a Mockingbird (1962) - Maudie Atkinson
- The Virginian (1962) - Pearl Dodd Krause no episódio "Big Day, Great Day"
- Any Wednesday (1966) - Dorothy Cleves
- A Case of Libel (1968, telefilme) - Claire
- A Fan's Notes (1972)
- Invitation to a March (1972, telefilme)
- Ben (1972) - Beth Garrison
- You'll Like My Mother (1972) - Sra. Kinsolving
- Walking Tall (1973) - Callie Hacker
- Ace Eli and Rodger of the Skies (1973) - Hannah
- 40 Carats (1973) - Sra. Latham
- A Case of Rape (1974, telefilme) - Muriel Dyer
- The Lady's Not for Burning (1974, telefilme) - Margaret Devize
- Eleanor and Franklin: The White House Years (1977, telefilme) - Sara Delano Roosevelt
- Julia (1977) - Dottie
- Before and After (1979, telefilme) - Helen
- The Attic (1980) - Sra. Perkins
- Mr. Griffin and Me (1981, telefilme) - Jane Barlow
- The Hand (1981) - Karen Wagner
- George Washington (1984, minissérie) - Mary Ball Washington
- September (1987) - Sra. Mason
- For the Boys - Luanna Trott
- Twenty Bucks (1993) - Tia Dotty
- And the Band Played On (1993, telefilme)
- Don't Drink the Water (1994, telefilme) - Srta. Pritchard
- The Tuskegee Airmen (1995, telefilme) - Eleanor Roosevelt
- Mighty Aphrodite (1995)
- Message in a Bottle (1999)
- The Hunt for the Unicorn Killer (1999, telefilme) - Bea Einhorn
- Dust (2001) - Angela
- The Savages (2007) - Doris Metzger
- Synecdoche, New York (2008) - Frances
- After.Life (2009) - Sra. Whitehall
- The Romantics (2010) - Avó Hayes